# Svensk vindenergi
Svensk vindenergi är en intresse- och branschorganisation som har till syfte att främja marknaden för vindkraft i Sverige. Organisationen har cirka 145 medlemmar, bland andra Hitachi Energy, Vattenfall, Fortum och Vestas; de svenska storbankerna; många kommunala kraftbolag; investerare som t.ex. BlackRock; markägare som t.ex. Holmen, SCA, och Stora Enso; advokatbyråer; konsultföretag som t.ex. AFRY, EY och Sweco; och energianvändare som t.ex. LKAB.
Organisationen bedriver opinionsverksamhet, bland annat genom olika former av arrangemang som kurser, seminarier och konferenser, samt skriver debattartiklar som uppmärksammar vindkraftsfrågor. Svensk vindenergi anordnar "Sveriges största mötesplats för vindkraftsbranschen" (en konferens).